# Retorno de misericordia
Retorno de misericordia es el tercer álbum de estudio del grupo de hip hop chileno Tiro de Gracia. Fue lanzado a mediados de septiembre del 2001. El grupo continuaría como trío, con los MC Juan Sativo y Lenwa Düra, y el teclista y programador Adonai.

## Descripción
En letras, sus textos expresan tanto su visión del trabajo colectivo y de los amigos, como en el tema Mi casa, hasta la relación con la marihuana en el tema María. Llamó la atención por haber incorporado una apertura musical, que incluye desde guajira en El hip & el Hop Show hasta sonidos asociables al folclore latinoamericano, como se puede notar por ejemplo, en los sampleos a Inti Illimani y Nino Bravo y la utilización del charango en el tema América. "Nos interesa dejar un registro latinoamericano en el hip-hop", explicaron. La utilización de sonidos altiplánicos, las temáticas latinoamericanistas, sumados al uso del funk y al alianza con el reggae y el raggamuffin, hacen que este disco tenga una gran tendencia hacia la fusión latinoamericana.

## Recepción
El sencillo "Sueños", su primer promocional, logra nuevamente posicionarlos en el primer lugar de los charts radiales chilenos e internacionales, y "América" también alcanza una gran recepción. El álbum obtiene la categoría de disco de oro y "retornan" de forma internacional ese año.

## Lista de canciones
1. Predicciones
2. L' Almohada
3. Sueños
4. El Hip & El Hop Show
5. María
6. Ruido
7. América
8. Mi Casa
9. TDG Crew
10. Pedro Pesado
11. Lo Que Ven Mis Ojos

- Datos: Q6106724